# Apthoroblattina
Apthoroblattina es un género extinto de insectos blatópteros primitivos del período Carbonífero, con una morfología parecida a la de las cucarachas. Se han encontrado fósiles en Inglaterra, Gales, Estados Unidos y Rusia. Al espécimen paratipo de la especie A. johnsoni se le ha registrado una longitud total de 43 mm y una anchura de 38 mm, mientras que los especímenes tipo de A. sulcata se han documentado con una longitud de hasta 45 mm y 25 mm de anchura en su forma completa.
Otras fuentes datan su procedencia en el Pérmico y le atribuyen una longitud de «casi dos pies» (60,96 cm), información muy extendida por Internet en blogs y páginas similares, si bien no se encuentran fuentes académicas que la sustenten.